# 유육
육안왕 유육(六安王 劉育, ? ~ ?)은 중국 전한의 황족 · 제후왕으로, 마지막 육안왕이다. 육안경왕 유광의 아들이다.
아버지가 육안경왕 27년(기원전 24년)에 죽어 육안왕을 계승했다. 육안왕 육 33년(10년), 왕망이 전한을 멸하고 신나라를 세우면서 공작으로 작위가 깎였고, 이듬해 봉국이 폐지되면서 작위를 잃었다.